# 村瀬恭久
村瀬 恭久（むらせ やすひさ）は、名古屋市出身の作曲家・編曲家、ギタリスト。

## 概要
様々なアーティストへの編曲、楽曲提供、演奏のほか、コマーシャルソング、アニメソング、サウンドトラック制作も行う。1993年、バンド・PROJECT MOONLIGHT CAFEでCDデビュー。ヤマハミュージックコミュニケーションズ所属のヒーリング系アコースティック・ギターインストゥルメンタル音楽ユニットIMEHAのメンバー。		

## 主な作曲作品
- ZOO
  - 「Carnival」（JR東日本 1995年度 JR ski ski キャンペーンソング）
- FUNNY GENE
  - 「Love2 Power」（フジテレビドラマ「ハッピーマニア」OP / Wacoal 「BabyHip」CMソング）
- 絶対可憐チルドレン
  - キャラクターソング

## 主な編曲作品
- ZOO
- 観月ありさ
- グレートチキンパワーズ
- 林原めぐみ
- 松井常松
- 山上兄弟

### アニメ、ゲームその他
- アニマル横町（2005）OPテーマ「飛んでもNothing どき☆どきアニマル横町のうたの巻」
- ハヤテのごとく!キャラクターCD 「だめっ!」
- 天地無用! GXPエンディングテーマ「あなたが最低。。。」
- ああっ女神さまっ それぞれの翼OP「幸せのいろ」歌：石田燿子
- ONE PIECEキャラクターCD
- サクラ大戦キャラクターCD
- 武装錬金キャラクターCD
- トップをねらえ!キャラクターCD
- ぬらりひょんの孫キャラクターCD
- ジョジョの奇妙な冒険 スターダストクルセイダース エジプト編（2015年）
  - ジョジョ その血の記憶〜end of THE WORLD〜（オープニングテーマ　歌：JO☆STARS～TOMMY,Coda,JIN～[ 富永TOMMY弘明、Coda、橋本仁 ]）

### ドラマ
- テレビ東京「姫ちゃんのリボン」オリジナルサウンドトラック

### 映画
- 「MONDAY」（2000）（ベルリン国際映画祭「評論賞」受賞）
- 「Drive」（2002）
- 「A1012K」（2003）
- 「ハードラックヒーロー」（2003）
- 「幸福の鐘」（2003）（ベルリン国際映画祭「最優秀アジア映画賞」受賞）